# Puente del Príncipe Heredero

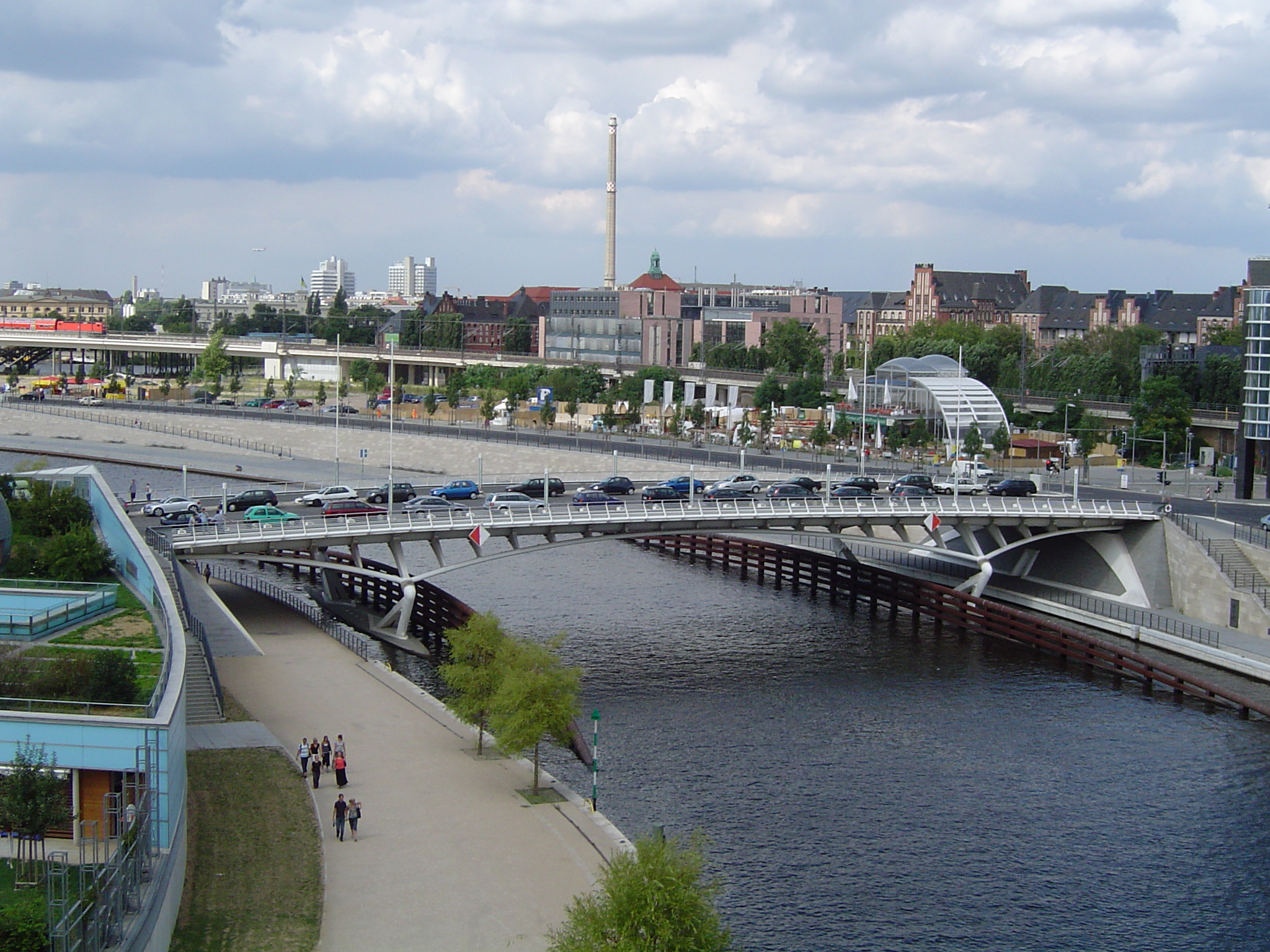
El puente del Príncipe Heredero en Berlín

El puente del Príncipe Heredero (en alemán, Kronprinzenbrücke) es un puente de acero que atraviesa el río Spree en la ciudad de Berlín (Alemania). Está ubicado en el distrito de Mitte, cerca del edificio de la Cancillería Federal, entre los barrios de Mitte y Tiergarten de la capital alemana. Sirve de unión a las calles Konrad-Adenauer y Reinhardtstraße. Cuenta con dos vías para vehículos, y los carriles bici y aceras respectivos.
En 1709 fue levantado en este emplazamiento un primer puente de madera; en 1877 se hizo un puente nuevo con una construcción de hierro en forma de arco, que resultó seriamente dañado en la Segunda Guerra Mundial. El puente actual fue construido bajo el diseño del arquitecto español Santiago Calatrava en 1992 y terminado en 1996.

## Historia
Antecesor fue un puente levadizo de madera, llamado Unterbaumbrücke, construido en 1709, que en 1828 fue desplazado y reconstruido río arriba. Entre 1877 y 1879 se construyó un puente nuevo, al que se le dio el nombre actual debido al por ese entonces príncipe heredero de la corona alemana, Federico III. Se trataba de un puente en arco de tres aperturas con una armadura de hierro forjado y una cimentación de hormigón. Tenía un ancho de 22 m, el arco intermedio tenía una longitud de 18,68 m y los dos arcos en los extremos medían 15,48 m. 
Al término de la Segunda Guerra Mundial, el puente resultó seriamente dañado, aunque fue arreglado provisionalmente. Con la construcción del Muro de Berlín en 1961, el puente fue bloqueado, ya que el río Spree en ese trayecto constituía la frontera entre la RFA y la RDA. Al perder su valor como vía de conexión y con el constante deterioro, el Gobierno de la RDA decidió derrumbar el puente en 1972.

## El nuevo puente
En abril de 1991 se convocó un concurso internacional para la construcción de un puente nuevo. El primer premio lo obtuvo el diseño del arquitecto Santiago Calatrava. Las obras de construcción comenzaron en 1992 (fue el primer puente construido en terrenos de la RDA después de la Reunificación) y estaba previsto terminarlas en 1994, pero por retrasos  técnicos fueron concluidas dos años después, en 1996.
El coste total de la construcción estuvo planeado en 22 millones de marcos alemanes; sin embargo, debido a cambios técnicos en el proyecto original, que retrasaron las obras dos años más, el importe total ascendió a 34 millones de marcos.

### Arquitectura

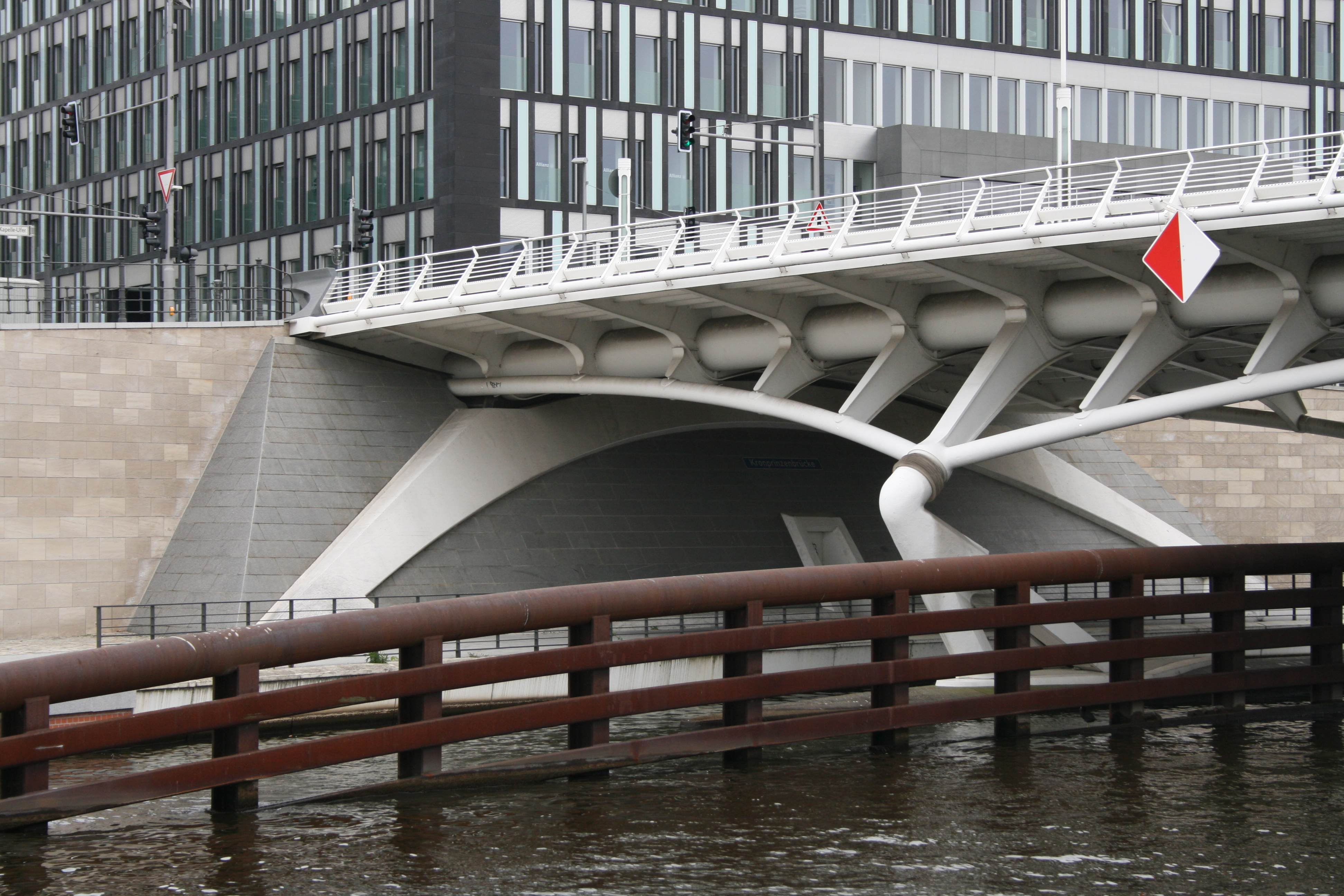
Detalle de la estructura metálica del puente

El puente nuevo es una construcción de acero en tres tramos con una longitud total (luz) de 75,22 m. El vano central tiene una longitud de 44,0 m y los de los costados 15,61 m cada uno. La superestructura está compuesta por un tablero ortotrópico de acero, apoyado en una armadura consistente en dos vigas paralelas de 1016 mm de diámetro. Estas vigas trasmiten la carga a un arco metálico por medio de pilas que están ligeramente orientadas hacia afuera y separadas 2,75 m una de otra; el arco se compone de un tubo de acero de 368 mm de diámetro. El arco está soportado por dos estribos en forma de pirámide truncada invertida, los pilares de cada estribo están cimentados en 24 pilotes de hormigón armado con un diámetro de 90 mm.
El peso total de la estructura ronda las 800 T. La superficie del tablero es de 1.790 m² y tiene una amplitud de 22,62 m, de los cuales 14,6 m corresponden a las calzadas.
Adicionalmente tuvieron que ser instaladas en el río dos cercas metálicas, para evitar que los barcos colidiesen con la parte baja del arco metálico. Las vallas que componen la cerca están separadas por una distancia de 1,7 m y tienen una altura de casi 5,5 m.
La iluminación del puente fue planificada detalladamente por Calatrava. El área transitable está iluminada por 14 farolas (4 grandes y 10 pequeñas) y 40 lámparas colocadas en los bordillos de las aceras y en las barandillas. En la parte inferior del puente hay ocho lámparas halógenas integradas en los pilares de la estructura, que sirven para iluminar el puente desde ambos lados del río.